# Aria Air-vlucht 1525
Aria Air-vlucht 1525 was een vlucht van Aria Air die op 24 juli 2009 verongelukte op de luchthaven van Mashhad in Iran. Het toestel, een Iljoesjin Il-62M, schoot bij de landing op Mashhad International Airport voorbij het einde van de landingsbaan. Er kwamen 16 mensen om het leven.

## Passagiers en bemanning
In totaal waren 153 personen aan boord. Bij de ramp kwamen 13 bemanningsleden en 3 passagiers om het leven.

## Oorzaak
De oorzaak van het ongeluk was de snelheid. De snelheid tijdens de landing was 317 km/h, terwijl die tussen de 233 km/h en 266 km/h hoort te zijn. Het vliegtuig kwam tot stilstand tegen een muur ruim 1100 meter voorbij het eind van de landingsbaan. Waarom de piloot met zo'n hoge snelheid landde is niet bekend.